# Osmia zephyros
Osmia zephyros är en biart som beskrevs av Sandhouse 1939. Osmia zephyros ingår i släktet murarbin, och familjen buksamlarbin. Inga underarter finns listade i Catalogue of Life.